# Budikovany
Budikovany jsou obec na Slovensku v okrese Rimavská Sobota. Žije zde 62 obyvatel. Rozloha katastrálního území obce činí 3,3 km².

## Kultura a zajímavosti

### Památky
- Evangelický kostel, jednolodní barokně-klasicistní stavba se segmentovým ukončením presbytáře a věží z roku 1804. Interiér je plochostropý. Nachází se zde dřevěná tříramenná protestantská empora, klasicistní oltář se sloupovou architekturou z poloviny 19. století. Kazatelna nese prvky stylu luiséz.[2]

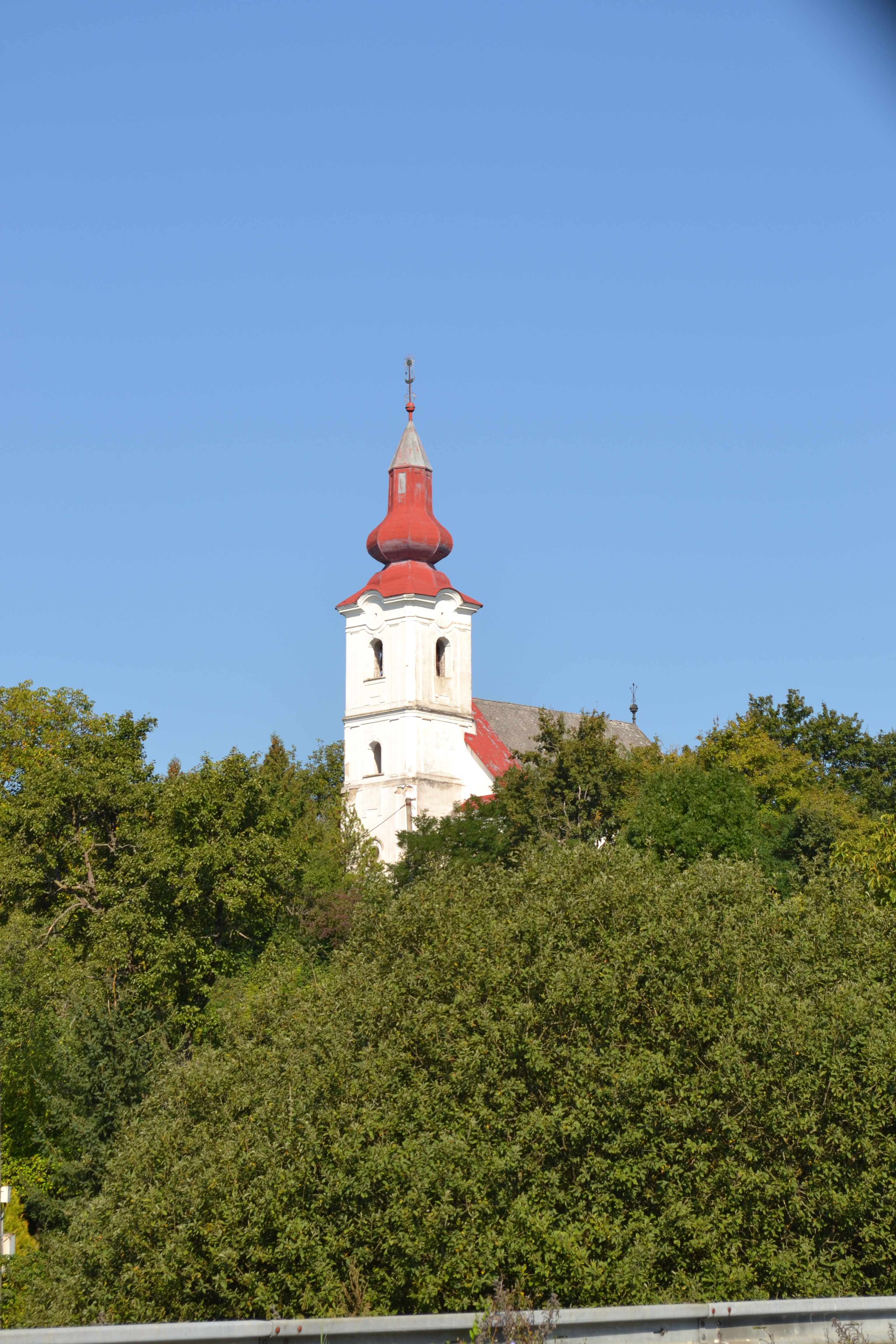
Evangelický kostel